# Danh sách album quán quân năm 2009 (Liên hiệp Anh)
Dưới đây là danh sách những album nhạc đạt vị trí quán quân tại bảng xếp hạng album của Liên hiệp Anh và Bắc Ireland (UK Albums Chart) trong năm 2009.
| Ngày phát hành | Album                               | Nghệ sĩ           | Doanh số |
| -------------- | ----------------------------------- | ----------------- | -------- |
| 4 tháng 1      | The Circus                          | Take That         | 46.958   |
| 11 tháng 1     | Only by the Night                   | Kings of Leon     | 27.115   |
| 18 tháng 1     | The Script                          | The Script        | 32.978   |
| 25 tháng 1     | To Lose My Life...                  | White Lies        | 28.196   |
| 1 tháng 2      | Working on a Dream                  | Bruce Springsteen | 67.316   |
| 8 tháng 2      | Working on a Dream                  | Bruce Springsteen | 26.158   |
| 15 tháng 2     | It's Not Me, It's You               | Lily Allen        | 112.568  |
| 22 tháng 2     | Only by the Night                   | Kings of Leon     | 67.001   |
| 1 tháng 3      | Invaders Must Die                   | The Prodigy       | 67.254   |
| 8 tháng 3      | No Line on the Horizon              | U2                | 157.926  |
| 15 tháng 3     | No Line on the Horizon              | U2                | 44.261   |
| 22 tháng 3     | Songs For My Mother                 | Ronan Keating     | 87.030   |
| 29 tháng 3     | Songs For My Mother                 | Ronan Keating     | 36.847   |
| 5 tháng 4      | The Fame                            | Lady Gaga         | 38.031   |
| 12 tháng 4     | The Fame                            | Lady Gaga         | 44.978   |
| 19 tháng 4     | The Fame                            | Lady Gaga         | 32.802   |
| 26 tháng 4     | The Fame                            | Lady Gaga         | 33.828   |
| 3 tháng 5      | Together Through Life               | Bob Dylan         | 42.879   |
| 10 tháng 5     | Together Through Life               | Bob Dylan         | 28.425   |
| 17 tháng 5     | 21st Century Breakdown              | Green Day         | 79.770   |
| 24 tháng 5     | Relapse                             | Eminem            | 166.952  |
| 31 tháng 5     | Relapse                             | Eminem            | 54.078   |
| 7 tháng 6      | Sunny Side Up                       | Paolo Nutini      | 62.937   |
| 14 tháng 6     | West Ryder Pauper Lunatic Asylum    | Kasabian          | 98.423   |
| 21 tháng 6     | West Ryder Pauper Lunatic Asylum    | Kasabian          | 57.628   |
| 28 tháng 6     | Number Ones                         | Michael Jackson   | 46.403   |
| 5 tháng 7      | The Essential Michael Jackson       | Michael Jackson   | 69.329   |
| 12 tháng 7     | The Essential Michael Jackson       | Michael Jackson   | 113.910  |
| 19 tháng 7     | The Essential Michael Jackson       | Michael Jackson   | 92.368   |
| 26 tháng 7     | The Essential Michael Jackson       | Michael Jackson   | 57.553   |
| 2 tháng 8      | The Essential Michael Jackson       | Michael Jackson   | 45.870   |
| 9 tháng 8      | The Essential Michael Jackson       | Michael Jackson   | 34.444   |
| 16 tháng 8     | The Essential Michael Jackson       | Michael Jackson   | 25.970   |
| 23 tháng 8     | Ready for the Weekend               | Calvin Harris     | 36.308   |
| 30 tháng 8     | Humbug                              | Arctic Monkeys    | 96.313   |
| 6 tháng 9      | Humbug                              | Arctic Monkeys    | 35.755   |
| 13 tháng 9     | We'll Meet Again - The Very Best Of | Vera Lynn         | 32.826   |
| 20 tháng 9     | The Resistance                      | Muse              | 148.161  |
| 27 tháng 9     | Celebration                         | Madonna           | 77.299   |
| 4 tháng 10     | Brand New Eyes                      | Paramore          | 53.596   |
| 11 tháng 10    | Love is the Answer                  | Barbra Streisand  | 27.529   |
| 18 tháng 10    | In This Light and On This Evening   | Editors           | 30.699   |
| 25 tháng 10    | Overcome                            | Alexandra Burke   | 132.065  |
| 1 tháng 11     | 3 Words                             | Cheryl Cole       | 125.271  |
| 8 tháng 11     | 3 Words                             | Cheryl Cole       | 75.399   |
| 15 tháng 11    | JLS                                 | JLS               | 239.644  |
| 22 tháng 11    | Echo                                | Leona Lewis       | 161.929  |
| 29 tháng 11    | I Dreamed a Dream                   | Susan Boyle       | 411.820  |
| 6 tháng 12     | I Dreamed a Dream                   | Susan Boyle       | 303.708  |
| 13 tháng 12    | I Dreamed a Dream                   | Susan Boyle       | 274.148  |
| 20 tháng 12    | I Dreamed a Dream                   | Susan Boyle       | 352.612  |
| 27 tháng 12    | Crazy Love                          | Michael Bublé     | 243.226  |